# Hermaniszki (rejon werenowski)
Hermaniszki (biał. Германішкі) – wieś (dawniej miasteczko) na Białorusi, w obwodzie grodzieńskim, w rejonie werenowskim, blisko granicy z Litwą.
Majętność biskupstwa wileńskiego w 1653 roku. Prywatne miasto duchowne położone było w końcu XVIII wieku  w powiecie oszmiańskim województwa wileńskiego. 
W II Rzeczypospolitej w woj. nowogródzkim, w powiecie wołożyńskim (od 1926 w lidzkim). Należały do gminy Siedliszcze (od 1929 do gminy Woronowo). W 1921 roku miejscowość liczyła zaledwie 175 mieszkańców. Po wojnie wieś weszła w struktury administracyjne Związku Radzieckiego.
Znajduje się tu kościół Świętej Trójcy, świątynia parafialna tutejszej parafii.